# Erich Opitz (Mediziner, 1871)

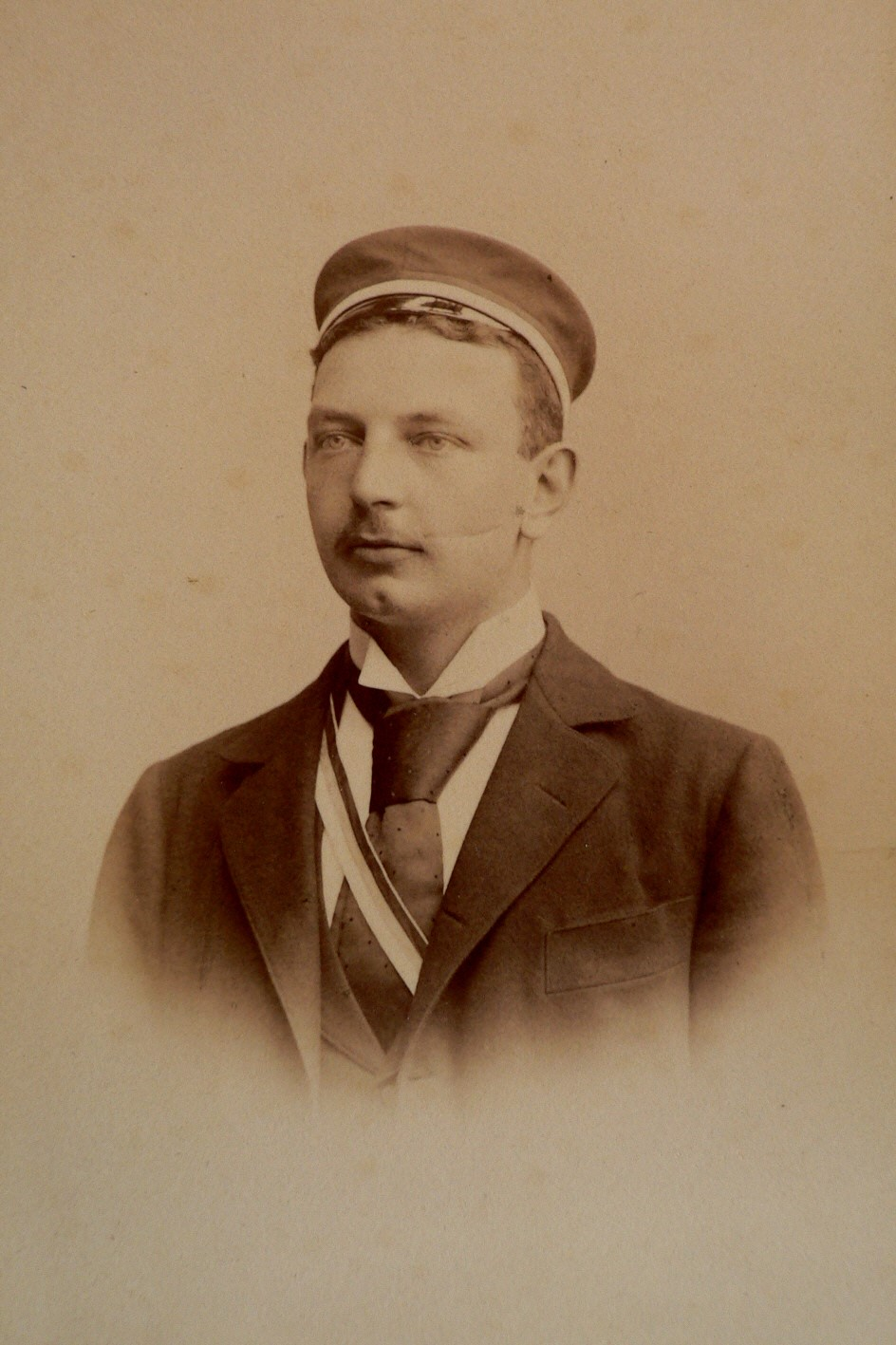
Erich Opitz

Erich Carl Otto Opitz (* 31. Oktober 1871 in Breslau; † 12. September 1926 in Garmisch) war ein deutscher Gynäkologe.

## Leben
Als Sohn eines Breslauer Fabrikbesitzers studierte Opitz zunächst Mathematik und Naturwissenschaften an der Schlesischen Friedrich-Wilhelms-Universität. 1889 wurde er Mitglied des Corps Borussia Breslau. Er wechselte bald zur Medizin und studierte an der Julius-Maximilians-Universität Würzburg, der Albert-Ludwigs-Universität Freiburg, in Breslau und an der Christian-Albrechts-Universität zu Kiel. Nach dem Staatsexamen wandte er sich in Breslau und München erst der Hygiene zu, worin Carl Flügge und Hans Buchner zu seinen Lehrern zählten. Die gynäkologische Ausbildung erhielt er bei Otto Küstner in Breslau und bei Robert von Olshausen in Berlin. Dort seit 1902 habilitiert, wurde er 1903 als Extraordinarius an die Philipps-Universität Marburg berufen. 1907 folgte er dem Ruf der Düsseldorfer Akademie für praktische Medizin auf den Lehrstuhl für Gynäkologie und Geburtshilfe. 1912 wechselte er nach Gießen, im Sommer 1918, noch im Ersten Weltkrieg, nach Freiburg.
Auf einer Ferienfahrt in den Tiroler Bergen erlitt er bei Berchtesgaden einen Verkehrsunfall, dessen Folgen er mit 55 Jahren in Garmisch erlag. Einer seiner Söhne ist Erich Opitz (Mediziner, 1909).  
Opitz war Geheimer Hofrat.
Er war Herausgeber der Zeitschrift Deutsche Frauenheilkunde. In seinen letzten Lebensjahren widmete er sich vor allem der gynäkologischen Onkologie.

## Werke
- Carl Menge, Erich Opitz (Hrsg.): Handbuch der Frauenheilkunde für Aerzte und Studierende. Wiesbaden 1913